# Maria Chadzaki
Maria Aleksiu Chadzaki (gr. Μαρία Αλεξίου Χατζάκη) – grecka arachnolożka, profesor uczelni na Uniwersytecie im. Demokryta w Tracji.

## Życiorys
W 1996 roku ukończyła studia magisterskie na Wydziale Biologii Uniwersytetu Kreteńskiego. Uzyskała stopień doktora na Uniwersytecie Kreteńskim w 2003 roku na podstawie rozprawy pt. Ground spiders of Crete (Araneae, Gnaphosidae): taxonomy, ecology and biogeography. Pracuje na Uniwersytecie im. Demokryta w Tracji jako profesor uczelni od 25 lipca 2017 roku.

## Dorobek naukowy
Opisała kilkadziesiąt nowych gatunków pajęczaków, zajmowała się m.in. pająkami z rodziny worczakowatych i ptasznikowatych, a także roztoczami z rodziny Opilioacaridae. Jej zainteresowania naukowe obejmują także m.in. systematykę, biogeografię i ewolucję pająków w Grecji, stawonogi glebowe w regionie Morza Egejskiego oraz toksynologię. Publikowała m.in. w „Arachnologische Mitteilungen”, „Journal of Arachnology”, „Revue suisse de Zoologie”. Jest m.in. współautorką publikacji Discovering the still unexplored arachnofauna of the National Park of Dadia-Lefkimi-Soufli, NE Greece: a taxonomic review with description of new species (2016).